# Флері-деван-Дуомон
Флері́-дева́н-Дуомо́н (фр. Fleury-devant-Douaumont) — муніципалітет у Франції, у регіоні Гранд-Ест, департамент Мез. Населення — 0 осіб (01.01.2021).
Муніципалітет розташований на відстані близько 230 км на схід від Парижа, 55 км на захід від Меца, 55 км на північний схід від Бар-ле-Дюка.

## Мертве село
Одне з дев'яти сіл у Франції, яке офіційно не має жодного населення, але має мера за сумісництвом. Село було повністю знищене під час Першої світової війни в битві під Верденом й оголошене після війни «селом, що загинуло за Францію» (фр. village mort pour la France). Село вирішили не відбудовувати, оскільки в землі залишилося багато нерозірваних снарядів, а ґрунт був заражений отруйними газами, що зостосовувалися під час війни. Село досі залишається своєрідною зоною відчуження.

## Історія
До 2015 року муніципалітет перебував у складі регіону Лотарингія. Від 1 січня 2016 року належить до нового об'єднаного регіону Гранд-Ест.

## Демографія
Динаміка населення (INSEE ):

## Галерея зображень

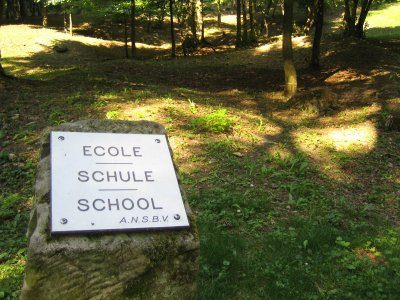
Зруйнована школа
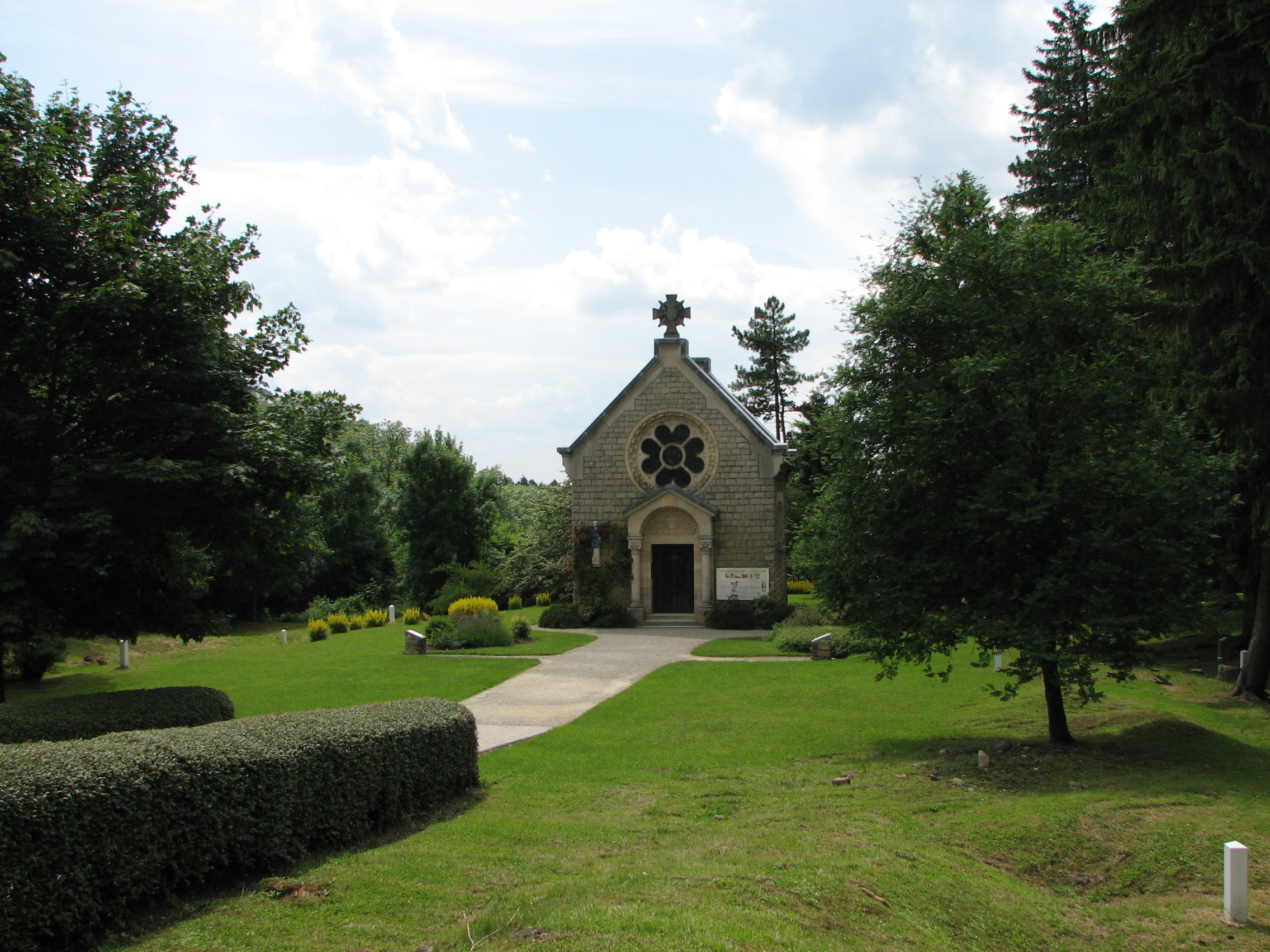
Капелла Нотр-Дам-де-л'Ероп
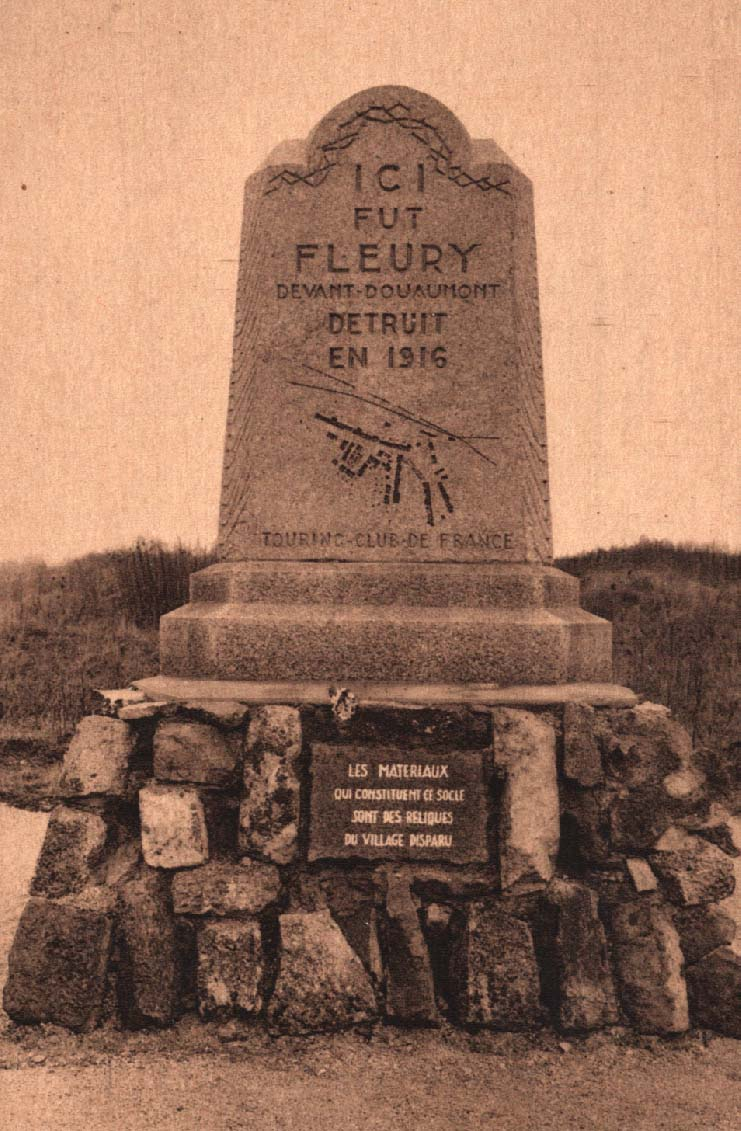
Пам'ятник зруйнованому селу

## Села Франції, які офіційно не мають населення
- Лувмон-Кот-дю-Пуавр
- Флері-деван-Дуомон
- Кюм'єр-ле-Мор-Омм
- Бомон-ан-Верденуа
- Омон-пре-Самоньє
- Безонво